# Screamin’ Jay Hawkins
Screamin' Jay Hawkins, właśc. Jalacy Hawkins (ur. 18 lipca 1929 w Cleveland, USA, zm. 12 lutego 2000 w Neuilly-sur-Seine pod Paryżem) – amerykański piosenkarz, aktor i kompozytor, prekursor scenicznej formy ekspresji związanej z estetyką grozy, autor znanej piosenki "I Put a Spell on You".